# Oblík (Böhmerwald)
Der Oblík (deutsch Steiningberg) ist ein 1.225 m hoher Berg im Böhmerwald in Tschechien. 

## Lage
Er liegt in südlicher Richtung in Sichtweite des Mittagsbergs bei Modrava und 4,5 km südwestlich von Srní und wird auch Pařezitý genannt.

## Sehenswertes
Der Gipfel, der durch Borkenkäfer und Windbruch abgeholzt ist, bietet rundum einen Panoramablick. Im Südosten des Bergsattels liegt auf 1066 m die Moorlandschaft Dreiseenfilz - Moor (Tříjezerní slať).